# Kecamatan Talangpadang
Kecamatan Talangpadang är ett distrikt i Indonesien.   Det ligger i provinsen Lampung, i den västra delen av landet, 250 km väster om huvudstaden Jakarta.